# Wodąca (Bukowno)
Wodąca  – dawna wieś, od 1991 część miasta Bukowno w jego północnej części, w województwie małopolskim, w powiecie olkuskim.
Do 1954 wieś w gminie Bolesław; w latach 1954–1959 w gromadzie Podlipie. Od 31 grudnia 1959 do końca 1972 roku siedziba gromady Wodąca. Od 1 stycznia 1973 do 31 stycznia 1977 ponownie w gminie Bolesław; od 1 lutego 1977 w gminie Bukowno. 2 kwietnia 1991 ponownie w gminie Bolesław. Trzy dni później, 5 kwietnia 1991 Wodącą włączono do Bukowna.